# Thomas Wolfe
Thomas Clayton Wolfe (Asheville, Carolina do Norte, 3 de outubro de 1900 – Baltimore, Maryland, 15 de setembro de 1938) foi um romancista estadunidense do início do século XX.
Thomas escreveu quatro longos romances, além de vários contos, trabalhos dramatúrgicos e novelas. É conhecido por misturar prosa extremamente original, poética, musical e impressionista com a escrita autobiográfica. Seus livros, escritos e publicados dos anos 20 aos anos 90, refletem vividamente sobre a cultura americana e demais temas do período, embora filtrados pela perspectiva sensível, sofisticada e super-analítica de Thomas. Ele se tornou muito famoso em vida.
Depois da morte de Wolfe, seu principal contemporâneo, William Faulkner, disse que Thomas poderia ter sido o melhor talento de sua geração. A influência de Wolfe estende-se aos escritos do famoso autor beat Jack Kerouac, Ray Bradbury e Philip Roth, entre outros. Ele continua a ser um dos mais importantes autores na literatura americana, pois foi um dos primeiros mestres de ficção autobiográfica. Ele é considerado o escritor mais famoso da Carolina do Norte.

## Obras
- Look Homeward, Angel (1929)
- Of Time and the River (1935)
- From Death to Morning (1935)
- The Story of a Novel (1936)
- The Lost Boy (1937)
- The Web and the Rock (1939)
- You Can't Go Home Again (1940)
- The Hound of Darkness
- The Hills Beyond (1941)
- Mannerhouse: A Play in a Prologue and Four Acts (1948)
- A Western Journal: A Daily Log of the Great Parks Trip, June 20-July 2, 1938 (1951 pela editora da Universidade de Pittsburgh)
- The Letters of Thomas Wolfe (1956)
- Short Novels of Thomas Wolfe (1961)
- The Mountains: A Play in One Act; The Mountains: A Drama in Three Acts and a Prologue (1970)
- Welcome to our City: A Play in Ten Scenes (1983)
- Beyond Love and Loyalty: The Letters of Thomas Wolfe and Elizabeth Nowell editado por Richard Kennedy (1983)
- My Other Loneliness: Letters of Thomas Wolfe and Aline Bernstein (1983)
- The Party at Jack's (1995)
- The Collected Stories (Francis E. Skipp, ed.) (1987)
- To Loot My Life Clean: The Thomas Wolfe-Maxwell Perkins Correspondence (2000)
- O Lost: A Story of the Buried Life (2000)

## No cinema
Há o filme "Max Perkins: Editor of Genius" ("O Mestre dos Gênios", no Brasil) sobre a relação do escritor com seu editor Max Perkins.